# 卡塔博拉
12°7′S 17°18′E / 12.117°S 17.300°E
卡塔博拉（Catabola）是安哥拉的市鎮，位於該國中部，由比耶省負責管轄，北鄰恩哈里亞，面積3,028平方公里，2013年人口155,000，人口密度每平方公里51人。